# Rene Rinnekangas
Rene Rinnekangas (ur. 25 września 1999 w Iisalmi) – fiński snowboardzista, specjalizujący się w slopestyle'u i big air. W 2016 roku wywalczył brązowy medal w slopestyle'u podczas igrzysk olimpijskich młodzieży w Hafjell. Wynik ten powtórzył na rozgrywanych pięć lat później mistrzostwach świata w Aspen. W zawodach tych wyprzedzili go jedynie Norweg Marcus Kleveland i Kanadyjczyk Sebastien Toutant. W zawodach Pucharu Świata zadebiutował 21 stycznia 2016 roku w Mammoth Mountain, gdzie zajął 25. miejsce w tej samej konkurencji. Tym samym już w swoim debiucie wywalczył pierwsze punkty. W 2018 roku wystartował na igrzyskach olimpijskich w Pjongczangu, zajmując 25. miejsce w slopestyle'u i 22. w big air.

## Osiągnięcia

### Igrzyska olimpijskie
| Miejsce | Dzień     | Rok  | Miejscowość | Konkurencja | Zwycięzca         |
| ------- | --------- | ---- | ----------- | ----------- | ----------------- |
| 28.     | 11 lutego | 2018 | Pjongczang  | Slopestyle  | Redmond Gerard    |
| 22.     | 24 lutego | 2018 | Pjongczang  | Big air     | Sebastien Toutant |

### Mistrzostwa świata
| Miejsce | Dzień     | Rok  | Miejscowość   | Konkurencja | Zwycięzca        |
| ------- | --------- | ---- | ------------- | ----------- | ---------------- |
| 14.     | 11 marca  | 2017 | Sierra Nevada | Slopestyle  | Seppe Smits      |
| 54.     | 17 marca  | 2017 | Sierra Nevada | Big air     | Ståle Sandbech   |
| 9.      | 10 lutego | 2019 | Park City     | Slopestyle  | Chris Corning    |
| 3.      | 12 marca  | 2021 | Aspen         | Slopestyle  | Marcus Kleveland |
| 9.      | 16 marca  | 2021 | Aspen         | Big air     | Mark McMorris    |

### Puchar Świata

#### Miejsca w klasyfikacji generalnej AFU
- sezon 2015/2016: 134.
- sezon 2016/2017: 71.
- sezon 2017/2018: 13.
- sezon 2018/2019: 44.
- sezon 2020/2021: 11.

#### Miejsca na podium w zawodach
1. Chur – 23 października 2021 (Big Air) – 2. miejsce